# ケルベロス・サーガ
ケルベロス・サーガは、押井守原作による、「ケルベロス」シリーズの作品の総称。
第二次世界大戦がドイツ・イタリア枢軸国と日本・イギリス同盟の戦いで、敗戦国となった日本はドイツ軍に占領された、という設定に基づく架空の歴史物語である。この設定は元々、「プロテクトギア」のドイツ的意匠に対する理由付けのための後付け設定であった。
『PAX JAPONICA』も『立喰師』も、押井のライフワークとなっている。当初、メカデザインは出渕裕が担当しており、特にプロテクトギアなどの特機隊装備類は彼の軍装マニア振りが存分に生かされているが、SF的アレンジを巡って押井と意見が対立する部分もあり、『メカフィリア』（大日本絵画）や『ケルベロス 東京市街戦 首都警特機隊全記録』（学研）などには、出渕のデザインに対する押井のコメントが記載されている。

## 物語の概要
シリーズを通しての設定。ただし、『紅い眼鏡/The Red Spectacles』では若干設定が異なっている。
「あの決定的な敗戦から数十年」、第二次世界大戦の戦敗国・日本。戦勝国・ドイツによる占領統治下の混迷からようやく抜け出し、国際社会への復帰のために強行された経済政策は、失業者と凶悪犯罪の増加、また、セクトと呼ばれる過激派集団の形成を促し、本来それらに対応するはずの自治体警察の能力を超えた武装闘争が、深刻な社会問題と化していた。
政府は、国家警察への昇格を目論む自治警を牽制し、同時に自衛隊の治安出動を回避するため、高い戦闘力を持つ警察機関（いわゆる警察軍）として「首都圏治安警察機構」、通称「首都警」を組織した。セクトとの武力闘争の中で首都警は重武装化の道をひた走り、中でもドイツが戦時中に使用した動甲冑「プロテクトギア」に身を固め、MG34・MG42・C96などの銃器で武装した首都警警備部特機隊、通称「ケルベロス」の名は犯罪者やテロリスト達を震え上がらせた。
しかし、行き過ぎた武装化は国民の反発や自治警・公安部などとの軋轢を招き、特機隊は次第に孤立を深めていく。そして、歴史は彼らに重要かつ最終的な役割を与えることとなった。

## 作品（公開順）
- 1987年 『紅い眼鏡/The Red Spectacles』（実写映画 / 監督：押井守 主演：千葉繁）
- 1988年 『犬狼伝説 / Kerberos Panzer Cop』（漫画 / 画：藤原カムイ）
- 1991年 『ケルベロス-地獄の番犬』（実写映画）
- 2000年 『人狼 JIN-ROH』（アニメ映画 / 監督：沖浦啓之）
- 2003年 『RAINY DOGS 紅い足痕 / 犬狼伝説 紅い足痕』（漫画 / 画：杉浦守）
- 2006年 『ケルベロス 鋼鉄の猟犬 / Kerberos Panzer Jäger』（ラジオドラマ）
- 2006年 『ケルベロス×立喰師 腹腹時計の少女』（漫画 / 画：杉浦守）
- 2009年 『ケルベロス 東京市街戦 首都警特機隊全記録』（ムック / 学研）
- 2010年 『ケルベロス 鋼鉄の猟犬』（小説版 / 幻冬舎）
- 2018年 『人狼』（実写映画 / 監督：キム・ジウン）（上記アニメ映画の韓国実写版）
- 未定 『エルの乱 鏖殺の島』（実写映画 / 監督：深作健太）

## 時系列
各作品が共通する一つの世界を描いた物語であると仮定した場合、それらの関係は以下のようになる。
- 1941年、ドイツで独裁者の暗殺が成功。ナチス政権が解体し、人種主義勢力が一掃される。（『鋼鉄の猟犬』）
- 戦時中、ドイツ軍の「装甲猟兵」が東ヨーロッパ戦線に投入される。（『鋼鉄の猟犬』）
- 東部戦線でドイツが開発した核爆弾が使用され、終戦となる。（『鋼鉄の猟犬』）
- 戦勝国ドイツによる日本の占領統治が行われる（第二次ワイマール体制）（『犬狼伝説』、『人狼』）
- 高い戦闘力を持つ警察機関として「首都圏治安警察機構」通称「首都警」が設立される。（『犬狼伝説』、『人狼』）
- テロリストと首都警特機隊との闘争が激化する。（『犬狼伝説』）
- 特機隊の過剰な戦闘力が社会問題になり、首都警公安部との軋轢が強まる。（『犬狼伝説』、『人狼』）
- 特機隊に武装解除命令。ケルベロス騒乱。紅一ら三人組は隊から離脱。（『犬狼伝説 完結篇』）
- 三人組、埋立地で武装した首都警公安部員と交戦。紅一のみヘリで脱出。（『紅い眼鏡』の冒頭部）
- 元特機隊隊員の乾、紅一を追って台湾へ渡る。（『地獄の番犬』）
- 紅一、ケルベロス騒乱直前に脱走した黒崎を追って中国へ渡る。（『紅い足痕』）
- 紅一、帰国する。（『紅い眼鏡』）

## 登場する組織
- 警視庁対凶悪犯罪特殊武装機動特捜班（『紅い眼鏡』のみ）
- 首都圏治安警察機構警備部特殊武装機動警備大隊
- 首都圏治安警察機構公安部
- 警視庁公安部
- 警視庁警備部機動隊
- 陸上自衛隊機甲教導隊および第一空挺団本部付情報・偵察中隊
- ドイツ軍第101装甲猟兵大隊（『鋼鉄の猟犬』のみ）
- ドイツ軍第808宣伝中隊（『鋼鉄の猟犬』のみ）
- 反政府勢力「セクト」

## 共通する登場人物
半田元（はんだ はじめ）
首都警警視。騒乱時39歳。陸軍士官学校第60期卒業。同期生に作家の飯尾憲士、俳優の平田昭彦がいる。終戦阻止クーデターで近衛師団長殺害事件に関与。OKJ（駐日ドイツ軍最高司令部）情報部 (G2) 雇員。警察予備隊発足時に一等警察士補に任官。のち二等保安士に昇任し、総隊学校第5部（のちの調査学校）、総隊総監副官部附を経て首都警発足と同時に特機隊副長に就任。特機隊では副長と同時に最先任の警視として、巽の腹心となり特機隊を手足のように動かす。また、非合法の対敵諜報機関「人狼」を組織したとも言われている。騒乱後は行方不明となった。警察庁指定重要指名手配被疑者。
巽志郎（たつみ しろう）
首都警警視正。騒乱時42歳。陸軍士官学校57期卒業。最終階級は中尉。機動歩兵第42連隊中隊長。第5師団に所属する連隊は、当初約3000名いた将兵が台湾撤退時には200名となっていた。昭和24年まで中華民国軍の捕虜として抑留されるが、国府軍顧間として共産ゲリラ掃討作戦に参加したとの未確認情報あり。警察予備隊発足時―等警察士。 この時期、安仁屋、室戸と再会。木村篤太郎、後藤田正晴の知遇を得た。部下に調査学校より転属してきた半田元がいた。首都警発足とともに特機隊隊長に就任した。ケルベロス騒乱時に自衛隊との戦闘により死亡。
室戸文明（むろと ぶんめい）
首都警警視長。騒乱時42歳。京都帝国大学在学中に学徒動員で陸軍主計少尉に任官。台湾軍司令部附。上官は後藤田正晴主計大尉。この時期に巽、安仁屋と知り合う。昭和22年高等試験行政科合格、翌年、内務省入省(警保局)。内務省解体後、内事局第二局（のちの公安調査庁）を経て警視庁公安部へ。首都警設立以来、公安部長とし辣腕を振るい、首都警解体後は、警察庁警備局長。昭和54年公安調査庁長官に。翌年、野党政治家のスキャンダルを探るなどの活動が国会で問題となり辞任。昭和60年にイギリスで事故死。
安仁屋勲（あにや いさお）
首都警警視長。騒乱時42歳。病身の首都警本部長のもと副本部長と警備部長を兼ね、実質的に首都警を東ねる。東京帝国大学法学部在学中に学徒動員により陸軍主計少尉に（歩兵第42連隊および近衛第1連隊附）。この時、巽志郎と知り合う。昭和22年高等試験司法科合格。同年度の合格者に伊藤栄樹、三島由紀夫、室戸文明がいる。昭和24年東京地方検察庁検事に任官。このころより、当時の検事総長で法務大臣、初代防衛庁長官を務めた自民党タカ派議員の本村篤太郎の知遇を得る。のちに衆議院議員。平成5年死去。